# Huis Nassau-Hadamar (1303-1394)
Het Huis Nassau-Hadamar was een zijtak van de Ottoonse Linie van het Huis Nassau, een Duitse adellijke familie. Het Huis Nassau-Hadamar ontstond in 1303 door de eerste deling in de Ottoonse Linie en heerste over een deel van het graafschap Nassau. Het huis stierf uit in 1394 of later. Nadien was er nog een zijtak die Nassau-Hadamar genoemd wordt.

## Ontstaan van het huis
Het Huis Nassau-Hadamar ontstond in 1303 door de eerste deling in de Ottoonse Linie tussen de drie overlevende zoons van graaf Otto I van Nassau: Hendrik, Emico I en Johan. Deze hadden hun vader in 1290 opgevolgd en tot dan gezamenlijk geregeerd. De verdeling in 1303 vond plaats na een lange geschil. Emico verkreeg bij de verdeling de Mark Hadamar (Oberhadamar), Ellar, Driedorf, de proosdij Dietkirchen, de Esterau met Isselbach, en (Bad) Ems.

## Regerende graven

### Emico I
Emico I van Nassau-Hadamar († 7 juni 1334) was de tweede zoon van graaf Otto I van Nassau en Agnes van Leiningen. Emico volgde in 1290 zijn vader op samen met zijn broers Hendrik en Johan. 
Op 26 februari 1298 verpandde rooms-koning Adolf van Nassau zijn neven Hendrik en Emico de ijzer- en zilvermijn Ratzenscheid bij Wilnsdorf in het Siegerland en de overige groeven in hun gebied waar zilver gewonnen kon worden. Daarmee werd de grondslag gelegd voor de Bergregal (de rechten op de bodemschatten in hun gebied) van de graven van Nassau. Aan de zijde van Adolf vochten Emico en Hendrik op 2 juli 1298 in de Slag bij Göllheim, waarbij Adolf sneuvelde.
In 1299 verwierf Emico aanzienlijke bezittingen in de omgeving van Neurenberg, toen rooms-koning Albrecht I hem en zijn vrouw Anna de Burcht Kammerstein, Schwabach, Altdorf bei Nürnberg, en de burcht en de plaats Kornburg verpandde. Emico liet Schwabach met een stadsmuur, gracht en palissaden versterken en verleende de plaats in 1303 marktrecht.

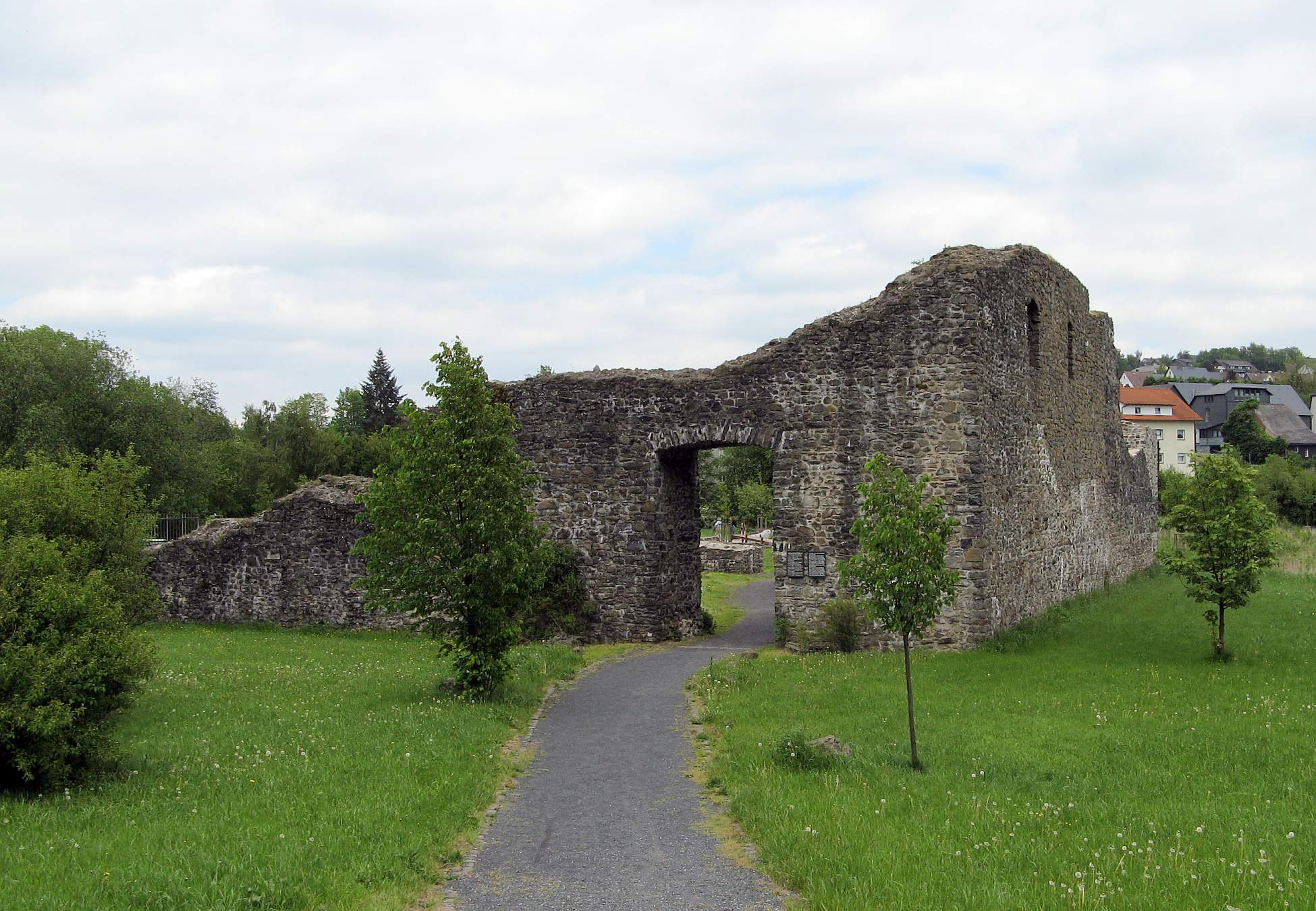
De ruïne van het Junkernschloss te Driedorf

Na de verdeling in 1303 was Emico's residentie het Junkernschloss in Driedorf, en in 1305 wist hij van rooms-koning Albrecht I de verlening van stadsrechten voor het bij het slot gelegen dorp Driedorf te verkrijgen. In 1316 kon Emico het deel van Driedorf dat de heren van Greifenstein bezaten verwerven.
In het conflict tussen Frederik "de Schone" van Oostenrijk en Lodewijk ‘de Beier’ stond Emico met zijn broers aan de zijde van de eerste.
Op 18 december 1320 kocht Emico de Musterhof met omvangrijke landerijen op de linkeroever van de Elbbach tegenover Hadamar van het Klooster Eberbach. Het klooster verkocht aan Emico tegelijkertijd ook de Sint-Ägidiuskerk. Emico liet de hof met een ten zuiden daarvan liggende hof tot het Slot Hadamar uitbouwen en verlegde zijn residentie daarheen. In 1324 verleende rooms-koning Lodewijk ‘de Beier’ de plaatsen Hadamar en Ems stadsrechten. Daarna versterkte Emico het rond zijn slot ontstane deel van Hadamar, inclusief het slot, met een stadsmuur en grachten.
De wisseling van zijn residentie naar Hadamar diende vermoedelijk voor een betere waarborg van Emico's belangen in het graafschap Diez en de continue overname van bezittingen en rechten van het in neergang zijnde Huis Diez. Sinds 1317 voerde Emico het regentschap voor graaf Godfried van Diez. Bij de onderhandelingen voor het huwelijk van zijn dochter Jutta in 1324 met graaf Gerhard VI van Diez, de zoon van Godfried, verlangde Emico verdere voogdijrechten over het graafschap Diez. In datzelfde jaar verleende koning Lodewijk de Beier de plaats Diez stadsrechten. Toen in 1332 het regentschap voor Godfried na 15 jaar door een verdrag beëindigd werd, droegen de graven van Diez de grafelijke rechten over Hadamar en een pandschap over het dorp Dehrn aan Emico over.
Na het sneuvelen van zijn broer Johan in de Slag bij Hermannstein bij Wetzlar in 1328 zag Emico af van zijn deel van de erfenis (het graafschap Nassau-Dillenburg) ten gunste van zijn oudere broer Hendrik.
Op 4 april 1334, twee maanden voor zijn overlijden, droeg Emico de burcht en de hof te Hadamar in leen op aan Boudewijn van Luxemburg, de aartsbisschop en keurvorst van Trier en kreeg het van deze terug. De necrologie van Klooster Arnstein registreerde het overlijden van ‘Emichonis comitis de Nassawe’ op 7 juni 1334 alsmede zijn schenking.
Uit het huwelijk van Emico en #Anna van Neurenberg werden acht kinderen geboren, waaronder zijn opvolgers Johan en Emico II.

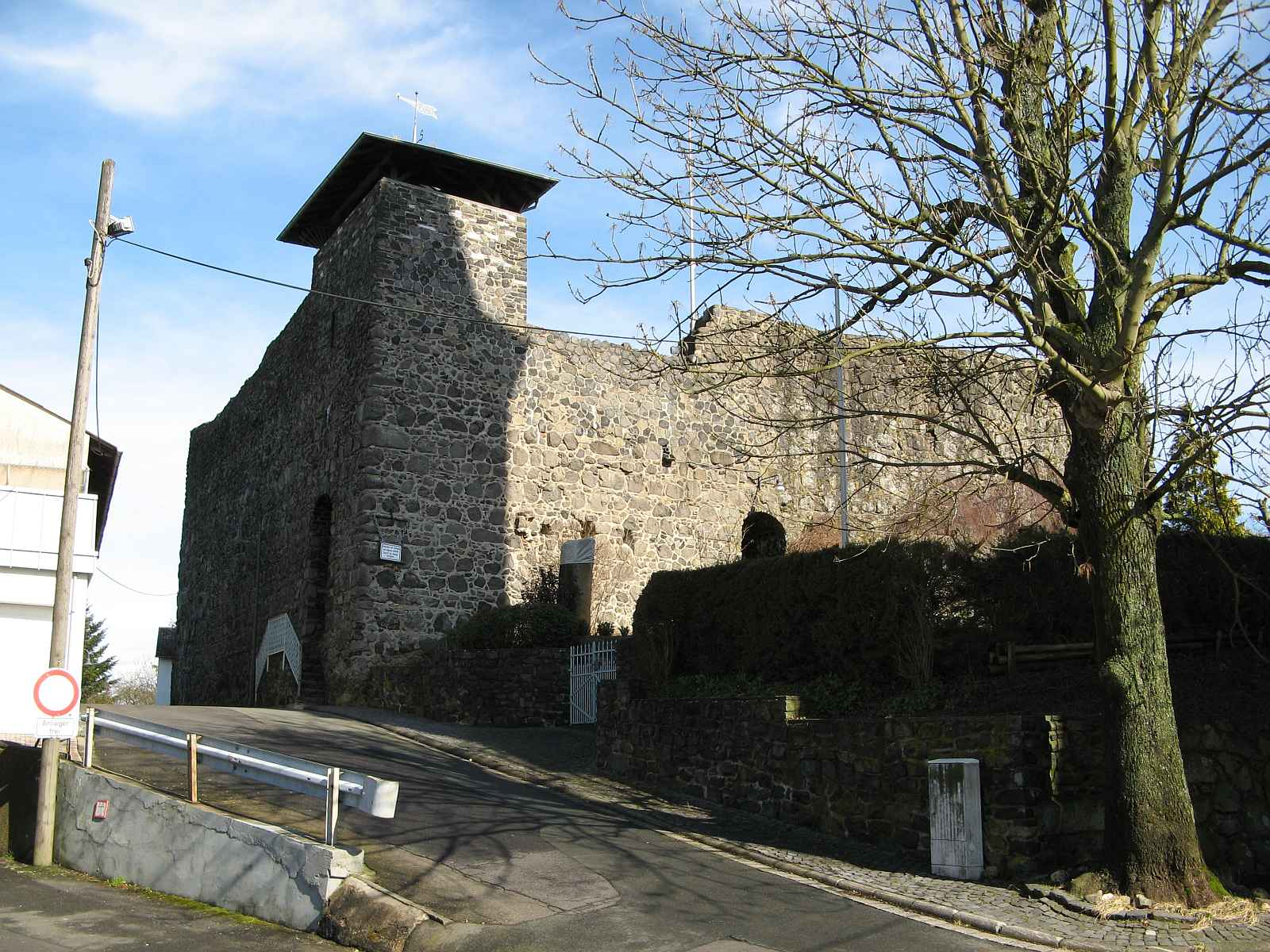
De ruïne van de burcht te Ellar

### Johan
Johan van Nassau-Hadamar († tussen 12 november 1364 en 20 januari 1365) was de tweede zoon van graaf Emico I van Nassau-Hadamar en #Anna van Neurenberg.
Johan volgde in 1334 zijn vader op en zette de verwervingspolitiek van zijn vader voort. De heren van Westerburg verpandden hem in 1334 de helft van de Burcht Schaumburg. Eveneens in 1334 kocht hij van Wittekind van Lichtenstein en diens zonen Werner, Johan en Wittekind hun aandeel van Driedorf. Nog belangrijker was het dat het Johan lukte op 28 maart 1337 het ambt Ellar, met zijn talrijke dorpen, de jurisdictie alsook het recht op de jacht en de visserij, en het bezit van hout en veld met alle inkomsten, van graaf Godfried van Diez en diens voor zijn vader regerende zoon Gerhard VI in pand te verwerven.
Sinds 1337 liet Johan zijn broer Emico II aan de regering deelnemen.
Vanaf ongeveer 1348 werd Johans regering echter vooral door verkopen, verpandingen en beleningen van zijn bezittingen bepaald, die hij uit geldnood ondernam. Oorzaak van zijn financiële moeilijkheden waren de talrijke vetes waaraan hij deelnam en die meestal alleen maar geld kostten. Ook zijn partijkeuze voor de latere keizer Karel IV tegen keizer Lodewijk IV ‘de Beier’ en daarna tegen Günther XXI van Schwarzburg was uiteindelijk in financieel opzicht niet lucratief. Weliswaar wees Karel IV Johan als schadeloosstelling voor de geleden oorlogskosten een jaarlijkse rente uit de belastinginkomsten uit de stad Wetzlar toe, maar deze rente schijnt niet of amper betaald te zijn geweest. In 1356 verleende de keizer Johan een aandeel in de rijntol te Oberlahnstein. Een andere, door zijn verwant Gerlach van Nassau, de aartsbisschop en keurvorst van Mainz, van Karel IV overgenomen schuld, moest in 1357 eveneens uit deze tol gedelgd worden. Johan ontving de overeengekomen betalingen echter slechts tijdelijk, zonder een volledige vergoeding van zijn kosten te krijgen.
Johan ondersteunde in 1349 aartsbisschop Gerlach van Mainz tegen diens door de paus afgezette voorganger Hendrik III van Virneburg. Eind 1350 of begin 1351 namen Johan en zijn broer Emico aan de zijde van hun neef Otto II van Nassau-Siegen deel aan diens vete met de broers Godfried en Wilderik III van Walderdorff, waarbij Otto zijn leven verloor. Johans geldzorgen werden aanzienlijk vergroot toen hij in 1351, als bondgenoot van de stad Limburg in haar vete met de heren van Hatzfeld, door dezen in een schermutseling bij Löhnberg gevangengenomen werd en zijn vrijheid met een aanzienlijk losgeld moest vrijkopen. In 1363 ondersteunde Johan hertog Stefanus II van Beieren in diens twist met hertog Rudolf IV van Oostenrijk in hun strijd om Tirol.
Het Frankische familiebezit rond de Burcht Kammerstein, die door keizer Karel IV in 1348 als schadeloosstelling in rijksleen aan Johan gegeven werd, werd na de dood van zijn broer Emico II in 1359 binnen enkele jaren compleet verkocht.
Johan overleed tussen tussen 12 november 1364 (de datum van zijn testament) en 20 januari 1365 (de datum waarop zijn testament bekrachtigd werd). Hij werd opgevolgd door zijn zoon Hendrik.
Uit het huwelijk van Johan en Elisabeth van Waldeck werden twaalf kinderen geboren, waaronder Anna en Elisabeth en zijn opvolgers Hendrik en Emico III.

### Emico II
Emico II van Nassau-Hadamar († 1 maart 1359) was de derde zoon van graaf Emico I van Nassau-Hadamar en #Anna van Neurenberg.
Emico was eerst geestelijke en was domheer te Mainz 1328–1357, domheer te Keulen sinds 1329, domheer te Worms sinds 1332 en domkoster sinds 1334, en provoost van de Sint-Jan te Mainz 1334–1342. Hij verliet de geestelijke stand, vermoedelijk – als men rekening houdt met zijn latere houding – in onvrede en met een levenslange vijandschap tegen de geestelijkheid, en werd in 1337 door zijn broer Johan als mederegent aangesteld. In hetzelfde jaar verwierf Emico bezit van zijn zwager graaf Gerhard VI van Diez. Emico verbleef overigens meestal op de van zijn moeder Anna geërfde bezittingen in Kammerstein in Franken. Eind 1350 of begin 1351 namen Emico en Johan aan de zijde van hun neef Otto II van Nassau-Siegen deel aan diens vete met de broers Godfried en Wilderik III van Walderdorff, waarbij Otto zijn leven verloor.
Emico overleed op 1 maart 1359 en werd opgevolgd door zijn broer Johan.
Uit het huwelijk van Emico en Anna van Diez zijn geen kinderen bekend.

### Hendrik
Hendrik van Nassau-Hadamar († vóór 1369) was de vierde, maar oudst overlevende, zoon van graaf Johan van Nassau-Hadamar en Elisabeth van Waldeck.
Hendrik, die reeds sinds 1363, tijdens het leven van zijn vader, in meerdere oorkonden als meerderjarig voorkomt, volgde zijn vader op in het inmiddels zeer verarmde graafschap Nassau-Hadamar. Hendrik liet – in ieder geval formeel – zijn jongere broer Emico III aan de regering deelnemen. In 1367 schonk Hendrik enkele goederen in Ober- en Niederlahnstein aan Klooster Arnstein. 
Hendrik overleed vóór 1369, hij was waarschijnlijk ongehuwd en had geen wettige nakomelingen. Hendrik werd opgevolgd door zijn broer Emico III.

### Emico III
Emico III van Nassau-Hadamar († na 21 juni 1394) was de vijfde en jongste zoon van graaf Johan van Nassau-Hadamar en Elisabeth van Waldeck.
Emico had reeds tijdens het leven van zijn vader aan enkele regeringszaken deelgenomen, en ook na het overlijden van zijn vader nam Emico – in ieder geval formeel – met zijn oudere broer Hendrik deel aan de regering van het graafschap Nassau-Hadamar. Toen Hendrik reeds enkele jaren later kinderloos overleed, was Emico de enige overgebleven zoon en daarmee de wettige opvolger. Hij was echter zwakzinnig en werd daarom als ongeschikt voor de regering beschouwd. Dus begon direct na het overlijden van Hendrik de Nassau-Hadamarse successiestrijd. Emico werd door zijn verwanten in Klooster Arnstein ondergebracht, terwijl dezen en landgraaf Hendrik II van Hessen om Emico's erfenis streden.
Emico's zwager Rupert van Nassau-Sonnenberg, gehuwd met Emico's zuster Anna, werd Emico's voogd en nam de regering in Nassau-Hadamar over. Tegelijkertijd maakte echter ook Emico's achterneef Johan I van Nassau-Siegen, de senior van de Ottoonse Linie, erfaanspraken op Nassau-Hadamar. Uiterlijk in 1371 kwam het tot een openlijke breuk tussen Rupert en Johan. Tijdens de daaropvolgende veertien jaar bestreden beiden elkaar in jarenlange vetes, die slechts tweemaal (in 1374 en 1382), na door derden bemiddelde kortdurende overeenkomsten, onderbroken werden. Tussen 1372 en 1374 werd de stad Nassau zo zwaar verwoest dat die voor enige tijd opgegeven werd. Pas een op 22 juni 1385 door bemiddeling van de Rijnlandse stedenbond tot stand gekomen overeenkomst, die de overeenkomsten van 1374 en 1382 in alle wezenlijke zaken bekrachtigde, bewees zich als enigermate houdbaar. Na het overlijden van Rupert begon de strijd nagenoeg meteen opnieuw. Ruperts weduwe Anna hertrouwde met graaf Diederik VIII van Katzenelnbogen, en deze maakte direct aanspraak op Nassau-Hadamar.
Emico zelf behield van zijn vaderlijke erfenis slechts zijn aandeel van de Burcht Nassau en een jaarlijkse apanage. De laatste schijnt niet zeer overvloedig geweest te zijn want in de op 21 juni 1394 tussen Diederik VIII van Katzenelnbogen en Johan I van Nassau-Siegen gesloten overeenkomst verplichtte Johan zich voor Emico's onderhoud te zorgen zolang deze in Nassau was. Johan legde bij deze gelegenheid in een oorkonde ook vast dat hij Nassau-Hadamar, met alle toebehoren, in naam van Emico bezat, dat hij Emico als graaf van Nassau erkende en hem in Nassau-Hadamar zou laten huldigen.
Wanneer Emico overleed, is niet bekend. Hij wordt voor de laatste maal in de bovengenoemde overeenkomst van 21 juni 1394 in een oorkonde vermeld. Met Emico stierf het Huis Nassau-Hadamar in mannelijke lijn uit.

## Overige leden uit het huis

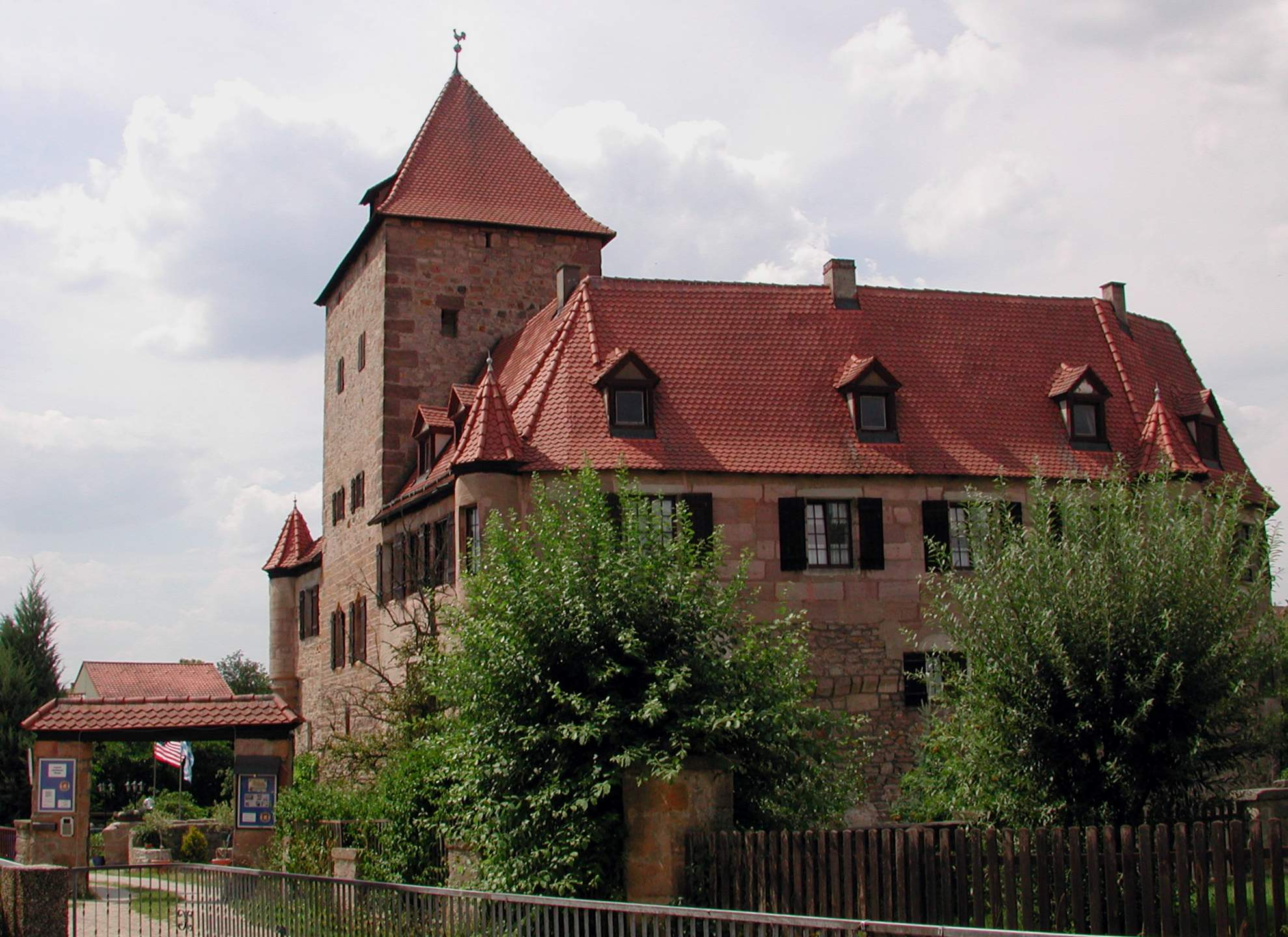
Slot Kornburg

### Anna van Neurenberg
Anna van Neurenberg († 10 oktober 1355/57) was de dochter van burggraaf Frederik III van Neurenberg en Helena van Saksen. Vóór 3 januari 1297 huwde Anna met graaf Emico I van Nassau-Hadamar. Het huwelijkscontract van ‘Friderich der alte burkgraue von Nurenberk … unser tochter Annen’ en ‘grauen Emchen von Nassowe’ is gedateerd 28 augustus 1295, en verstrekte bezit in ‘Smalkeden, an Rotenstein, an Koburk, an Kungesberk, an der Nuwenstat uf der Heide, an Sterrenberk unde an Kizzich’ als bruidsschat.
In een oorkonde gedateerd 13 augustus 1299 stemde ‘Rudolfus … Comes palatinus Reni Dux Bawarie’ in met de toekenning ‘in castro Kamerstein, Swapach, Altorf, Heroltsperc’ door rooms-koning Albrecht I ‘avunculum nostrum’ aan ‘domine Anne sorori … Johannis Burgravii de Nurenberg ac … Emichonis comitis Nassowie uxori’. Reeds op 30 januari 1299 had Albrecht I in een oorkonde vastgelegd dat hij Emico en zijn vrouw 400 mark zilver Neurenbergs gewicht schuldig was.
Anna verkreeg na een overeenkomst met haar zoon Johan in 1336 als weduwengoed de Burcht Kammerstein en verscheidene goederen in Franken. Bovendien stond Johan haar aanzienlijke inkomsten in natura toe uit Laurenburg, Dausenau, Hadamar, Nentershausen en in de voogdij Weidenhahn, alsmede boerderijen en grondgebied in Hadamar (de boerderijen Schnepfenhäuser en Rödchen), Zeuzheim en Heftrich. Tot 1349 resideerde Anna op haar weduwengoed in Hadamar, daarna op de Burcht Kammerstein, waar ze overleed.

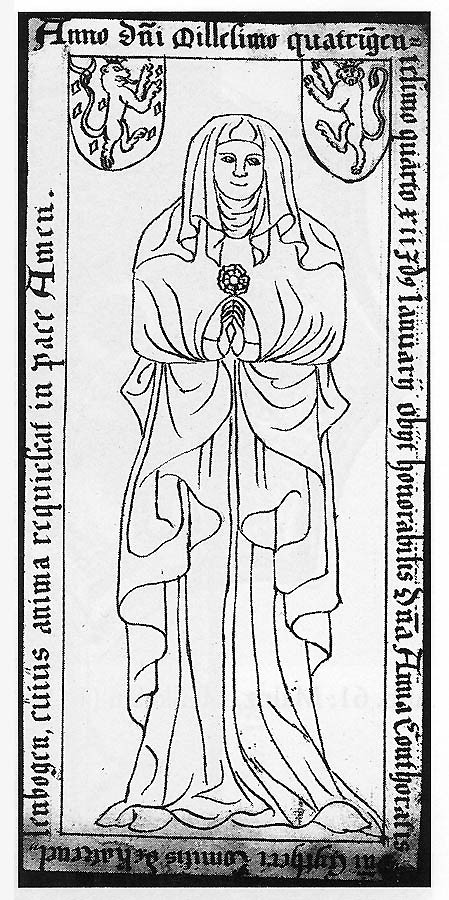
Tekening van het grafmonument voor Anna van Nassau-Hadamar in Klooster Eberbach in de Rheingau

### Anna

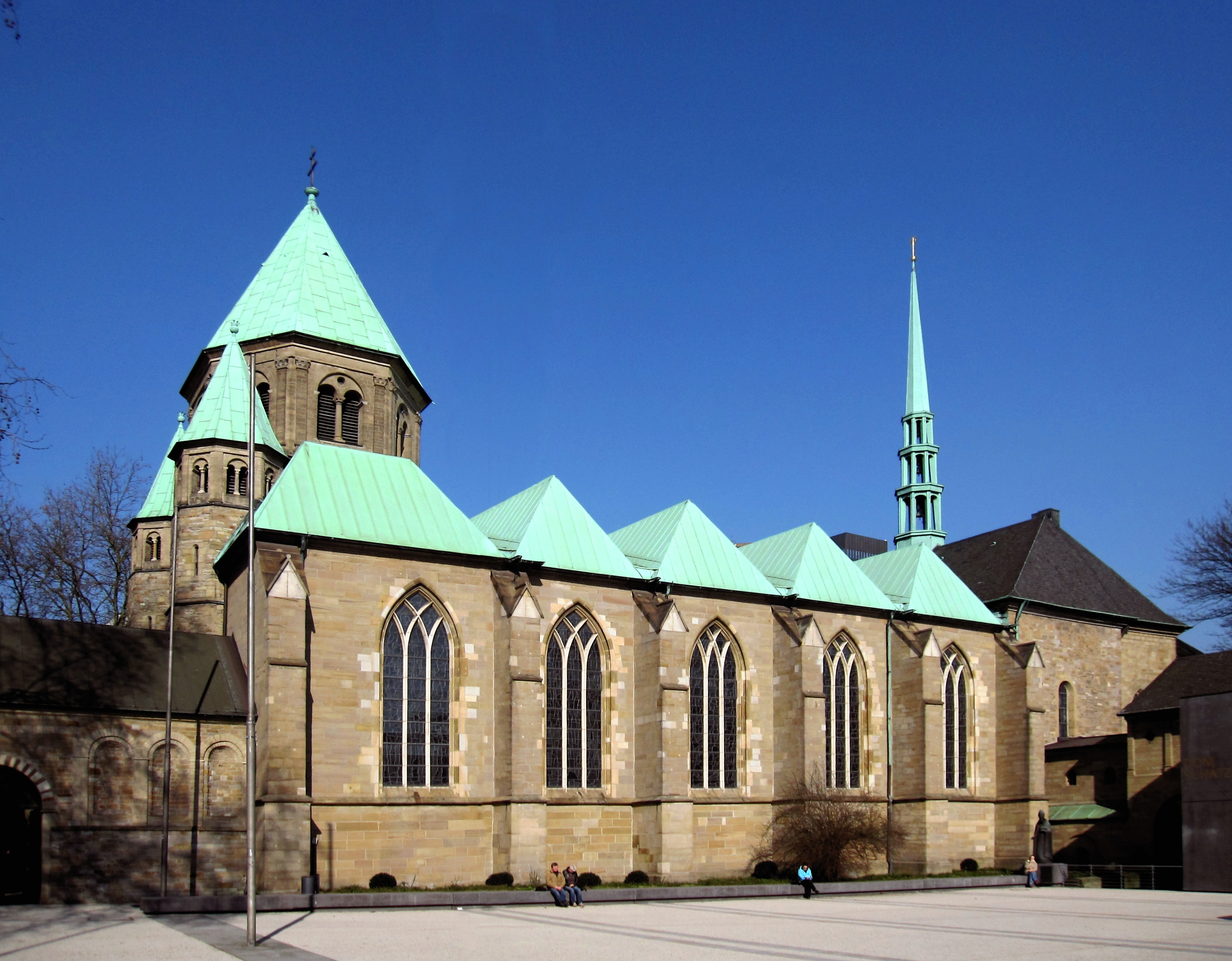
De Munster van Essen (vanuit het zuiden)

Anna van Nassau-Hadamar († 21 januari 1404) was de oudste dochter van graaf Johan van Nassau-Hadamar en Elisabeth van Waldeck.
Anna huwde vóór 8 november 1362 met graaf Rupert ‘de Krijgshaftige’ van Nassau-Sonnenberg. Anna ontving in 1365 de Burcht Sonnenberg als weduwengoed.
Na het kinderloos overlijden van Anna’s broer Hendrik was Emico III de enig overgebleven broer en wettige opvolger. Emico was echter zwakzinnig en werd daarom als ongeschikt voor de regering beschouwd. Direct na het overlijden van Hendrik begon de Nassau-Hadamarse Successiestrijd. Emico werd door zijn verwanten in Klooster Arnstein ondergebracht, terwijl zij met landgraaf Hendrik II van Hessen om zijn erfenis streden.
Anna’s echtgenoot Rupert werd de voogd van Emico en nam de regering in Nassau-Hadamar over. Tegelijkertijd maakte echter ook graaf Johan I van Nassau-Siegen erfaanspraken op Nassau-Hadamar. Een op 22 juni 1385 door bemiddeling van de Rijnlandse stedenbond tot stand gekomen overeenkomst hield een tijdlang stand. Rupert en Johan deelden Nassau-Hadamar. De stad Hadamar werd aan Anna overgedragen.
Rupert overleed op 4 september 1390. Anna hertrouwde vóór 11 januari 1391 met graaf Diederik VIII van Katzenelnbogen, en deze maakte direct aanspraak op Nassau-Hadamar. De strijd om Nassau-Hadamar werd nu hervat tussen Diederik en Johan I van Nassau-Siegen.
Op 12 januari 1391 sloot Anna een overeenkomst met graaf Walram IV van Nassau-Wiesbaden-Idstein, waarmee de terugkeer van de Burcht Sonnenberg na haar overlijden aan de Walramse Linie van het Huis Nassau verzekerd werd.
Diederik overleed op 17 februari 1402 en Anna op 21 januari 1404. Beiden werden begraven in Klooster Eberbach in de Rheingau. Anna’s weduwengoed, de Burcht Sonnenberg en de bijbehorende heerlijkheid, werd geërfd door de graven Adolf II van Nassau-Wiesbaden-Idstein en Filips I van Nassau-Weilburg, die het in gezamenlijk bezit hielden. De strijd om Nassau-Hadamar tussen de graven van Katzenelnbogen en Johan I van Nassau-Siegen sleepte zich voort tot 1408.

### Elisabeth
Elisabeth van Nassau-Hadamar († 18 december 1413) was de derde dochter van graaf Johan van Nassau-Hadamar en Elisabeth van Waldeck.
Op grond van haar adellijke afstamming had Elisabeth de mogelijkheid om in de rijksabdij te Essen in te treden. Op 26 maart 1370 werd ze tot abdis van het Sticht Essen gekozen. Daarmee werd Elisabeth tegelijkertijd rijksvorstin. De tijd waarin Elisabeth abdis was, was niet zonder wrijvingen en complicaties. In tegenstelling tot voorgangsters eiste Elisabeth een huldiging door de raad en burgerij van de stad Essen. Daarbij kwam dat Elisabeth de beëdiging van de rechters van de stad voor het dameskapittel eiste. Dat was weliswaar in de door haar ondertekende Wahlkapitulation vastgelegd, maar werd normaliter niet uitgevoerd. Als gevolg hiervan stichtte de stad een eigen stadsrechtbank. Wegens de zich verder toespitsende situatie liet Elisabeth in 1372 door keizer Karel IV de hoogheidsrechten over de stad Essen bekrachtigen. Slechts vijf jaar later liet de stad Essen door dezelfde keizer de onafhankelijkheid van het sticht en een rijksstedelijk zelfbestuur bekrachtigen. Deze beide oorkonden waren niet met elkaar verenigbaar.
In 1399 kwam het tot een overeenstemming, die in de zogenaamde scheidingsbrief vastgelegd werd. Elisabeth verwief de hoogheidsrechten. Ze mocht echter geen huldiging meer verlangen. De stad Essen werd onder andere zelfbestuur toegestaan. Door deze brief vond de secularisatie van de stad van het damessticht plaats.
Gedurende haar ambtstijd was Elisabeth verantwoordelijk voor de reeds onder haar voorgangsters begonnen nieuw-, om- en wederopbouwwerkzaamheden aan de Munster van Essen. In deze kerk werd Elisabeth ook begraven.

## Latere tak Nassau-Hadamar
Nadien is er nog een zijtak van de Ottoonse Linie van het Huis Nassau geweest die Nassau-Hadamar genoemd wordt: de van 1607 tot 1711 bestaande jongere linie.